# Морено Луна, Карлос
Карлос Аугустин Морено Луна (исп. Carlos Agustín Moreno Luna; род. 29 января 1998, Текоман, Колима) — мексиканский футболист, вратарь клуба «Пачука».

## Клубная карьера
Морено — воспитанник клуба «Пачука». В 2018 году Карлос на правах аренды перешёл в чилийский «Эвертон» из Винья-дель-Мар. 10 июня в поединке Кубка Чили против «Кобресаль» игрок дебютировал за основной состав. 12 мая 2019 года в матче против «Аудакс Итальяно» он дебютировал в чилийской Примере. По окончании аренды Морено вернулся в «Пачуку». 22 января 2020 года в поединке Кубка Мексики против «Венадос» Карлос дебютировал за основной состав. 19 апреля 2021 года в матче против «Монтеррея» он дебютировал в мексиканской Примере. В 2022 году игрок помог клубу выиграть чемпионат.

## Достижения
Клубные
 «Пачука»
- Победитель мексиканской Примеры — Апертура 2022